# 唄うコイズミさん 筒美京平リスペクト編
唄うコイズミさん 筒美京平リスペクト編（ウタウコイズサンツツミキョウヘイリスペストヘン）は、日本の歌手小泉今日子のライブ。このライブは2021年に開催。

## 概要
小泉今日子のデビュー日に開催された配信ライブ。テーマは感謝。筒美京平が作曲した曲からすべて選曲された、シングル曲だけでなく、B面（カップリング）やアルバルの中からも選曲。シングルの一部はメドレーで歌われた。

## セットリスト
- 今をいじめて泣かないで
- Kiss
- 魔女
- メドレー
  - 水のルージュ
  - まっ赤な女の子
  - 半分少女
  - 迷宮のアンドローラ
  - ヤマトナデシコ七変化
  - なんてったってアイドル
- 夜明けのMEW
- ガラスの瓶
- 夏のタイムマシーン
- バナナムーンで会いましょう

## 参加アーティスト
- ヴォーカル: 小泉今日子
- バンドマスター、アコースティックギター、コーラス: オオニシユウスケ
- アコースティックピアノ、キーボード、コーラス: 真藤敬利
- パーカッション:中北裕子
- コーラス: 加藤いづみ

（出典:＜唄うコイズミさん 筒美京平リスペクト編＞ライブレポート）